# Elia Rodríguez
Elia Rodríguez Álvarez de Lara, más conocida como Elia Rodríguez, (Segovia, 10 de febrero de 1983-Madrid, 7 de septiembre de 2021) fue una periodista y locutora española. Desde 2009 ejerció su profesión en la cadena radiofónica esRadio.

## Trayectoria profesional
Tras licenciarse en Ciencias de la Información y completar su formación con un máster en Relaciones Internacionales, Elia comenzó a trabajar en la Cope del pueblo segoviano de El Espinar, donde ya dirigió su primer programa de información taurina; de ahí pasó a la sede de la emisora en Segovia.
Trabajó en RTVE como redactora del programa Agrosfera.
Elia Rodríguez fue, también, conocida por participar en el programa de actualidad Amigas y conocidas, que presentó Inés Ballester en La 1 de TVE entre 2014 y 2018, y en Libros con uasabi, que se emitió en el año 2017 en La 2, conducido por Fernando Sánchez Dragó.
Desde 2009 se desempeñó en esRadio, donde fue directora y presentadora de los programas Es la Mañana de Fin de Semana y Es Toros. Además, realizó colaboraciones con el programa Es la Mañana de Federico.
El sábado 11 de septiembre de 2021, minutos antes de comenzar en su emisora un programa especial sobre su fallecimiento, la Academia de la Radio comunicaba que concederá a Elia Rodríguez el próximo Premio Nacional de Radio a título póstumo.

## Fallecimiento
Elia Rodríguez murió el 7 de septiembre de 2021, a los 38 años, a raíz de un accidente doméstico en horas de la tarde en su domicilio en Madrid. De acuerdo con los medios, la periodista habría sufrido una caída que le provocó la muerte.

## Reconocimientos
- 2022. Premio Plaza 1 «Mujer y Tauromaquia», a título póstumo. Otorgado por Plaza 1, organización gestora de la Plaza de las Ventas de Madrid.[7][8]
- 2022. Premio Nacional de Radio, a título póstumo. Otorgado por la Academia Española de la Radio.[9]